# Nguyễn Như Khuê (phó giáo sư)
Nguyễn Như Khuê (mất tháng 5 năm 1997) là một nhà nghiên cứu toán học cao cấp người Việt Nam. Ông có học vị tiến sĩ và học hàm phó giáo sư  Liên ngành xây dựng, thủy lợi và giao thông. Ông được nhà nước Việt Nam phong tặng danh hiệu Anh hùng Lao động.
Tại Phân Viện khảo sát quy hoạch thủy lợi Nam Bộ, ông cùng các đồng nghiệp đã phát triển VRSAP và mô hình tính toán lũ đồng bằng sông Cửu Long. Cho đến nay mô hình đã được sử dụng để mô phỏng các trận lũ lớn như các năm 1978, 1991, 1994 và 2000. Mô hình VRSAP cũng được các tổ chức quốc tế UNDP, WB, ADB, SIDA kiểm nghiệm và sử dụng.
Từ tháng 8 năm 1961 đến tháng 7 năm 1973, ông giảng dạy ở Học viện Thủy lợi, nay là Trường Đại học Thủy lợi.
Ngày 29 tháng 4 năm 1980, ông được Hội đồng Chính phủ Việt Nam công nhận chức danh Phó giáo sư Liên ngành xây dựng, thủy lợi và giao thông (quyết định số 131-CP, Hội đồng Chính phủ).
Ông từng công tác ở Phân viện Khảo sát Quy hoạch Thủy lợi Nam Bộ. Ông được phong tặng danh hiệu Anh hùng Lao động.